# Urolais epichlorus
Urolais epichlorus là một loài chim trong họ Cisticolidae.